# جوئل توماس (شناگر)
جوئل توماس (به انگلیسی: Joel Thomas) (زادهٔ ۱۲ دسامبر ۱۹۶۶) شناگر اهل ایالات متحده آمریکا است.